# La Capelle-lès-Boulogne
La Capelle-lès-Boulogne ist eine französische Gemeinde mit 1.571 Einwohnern (Stand: 1. Januar 2022) im Département Pas-de-Calais in der Region Hauts-de-France. Sie gehört zum Arrondissement Boulogne-sur-Mer und zum Kanton Boulogne-sur-Mer-1.

## Geographie
Die Gemeinde La Capelle-lès-Boulogne liegt etwa vier Kilometer östlich von Boulogne-sur-Mer. Die Gemeinde gehört zum Regionalen Naturpark Caps et Marais d’Opale. Nachbargemeinden von La Capelle-lès-Boulogne sind Pernes-lès-Boulogne im Nordwesten und Norden, Conteville-lès-Boulogne im Norden, Belle-et-Houllefort im Nordosten und Osten, Bellebrune im Osten, Baincthun im Süden sowie Saint-Martin-Boulogne im Westen. Durch die Gemeinde führt die Route nationale 42.

## Bevölkerungsentwicklung
| Jahr                       | 1962 | 1968 | 1975 | 1982 | 1990 | 1999 | 2006 | 2013 | 2022 |
| Einwohner                  | 963  | 893  | 977  | 1199 | 1331 | 1545 | 1498 | 1557 | 1571 |
| Quellen: Cassini und INSEE |      |      |      |      |      |      |      |      |      |

## Sehenswürdigkeiten
- Kirche Saint-Jean-Baptiste aus dem 19. Jahrhundert
- Schloss Conteval aus dem 18. Jahrhundert, seit 2006 Monument historique

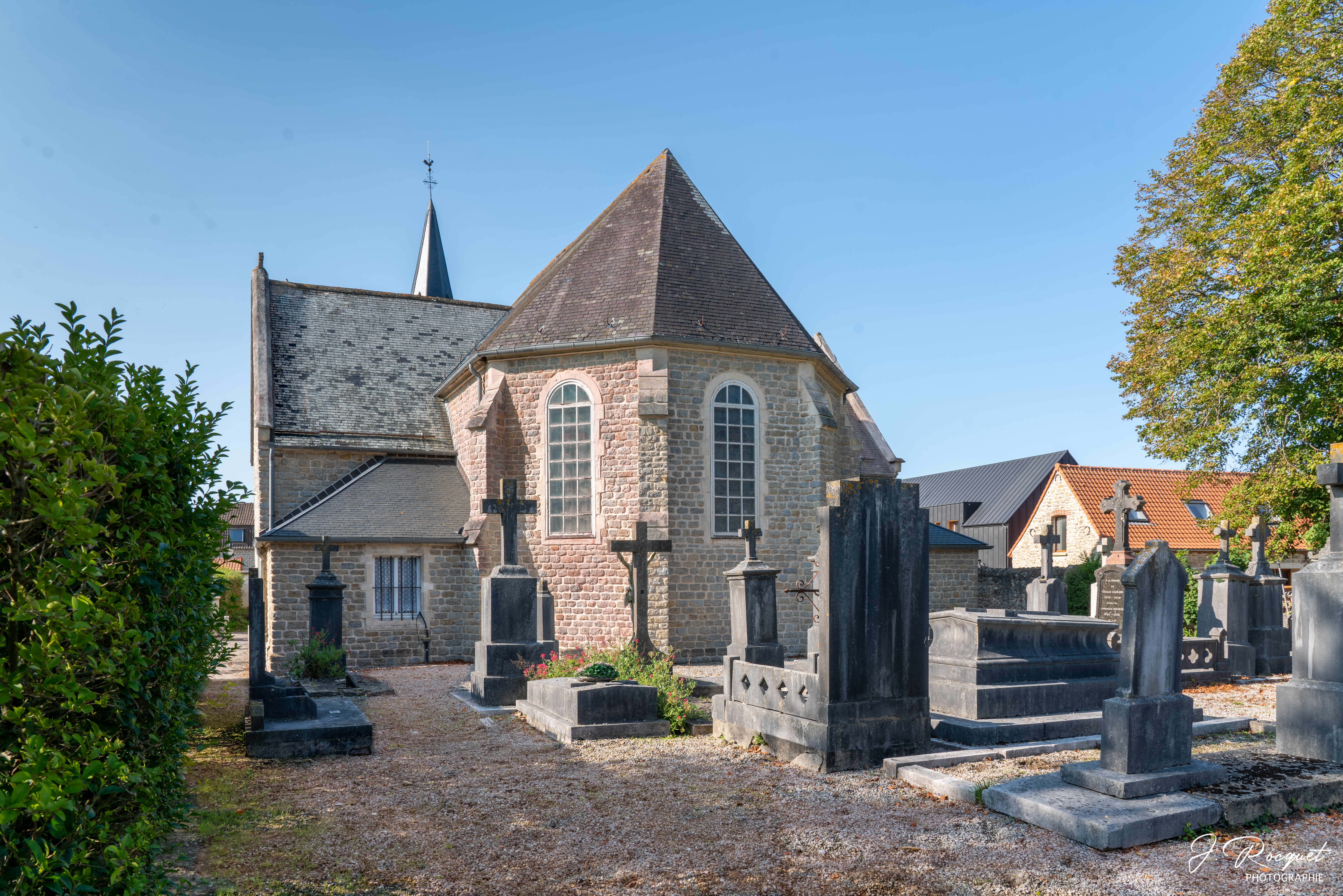
Kirche Saint-Jean-Baptiste
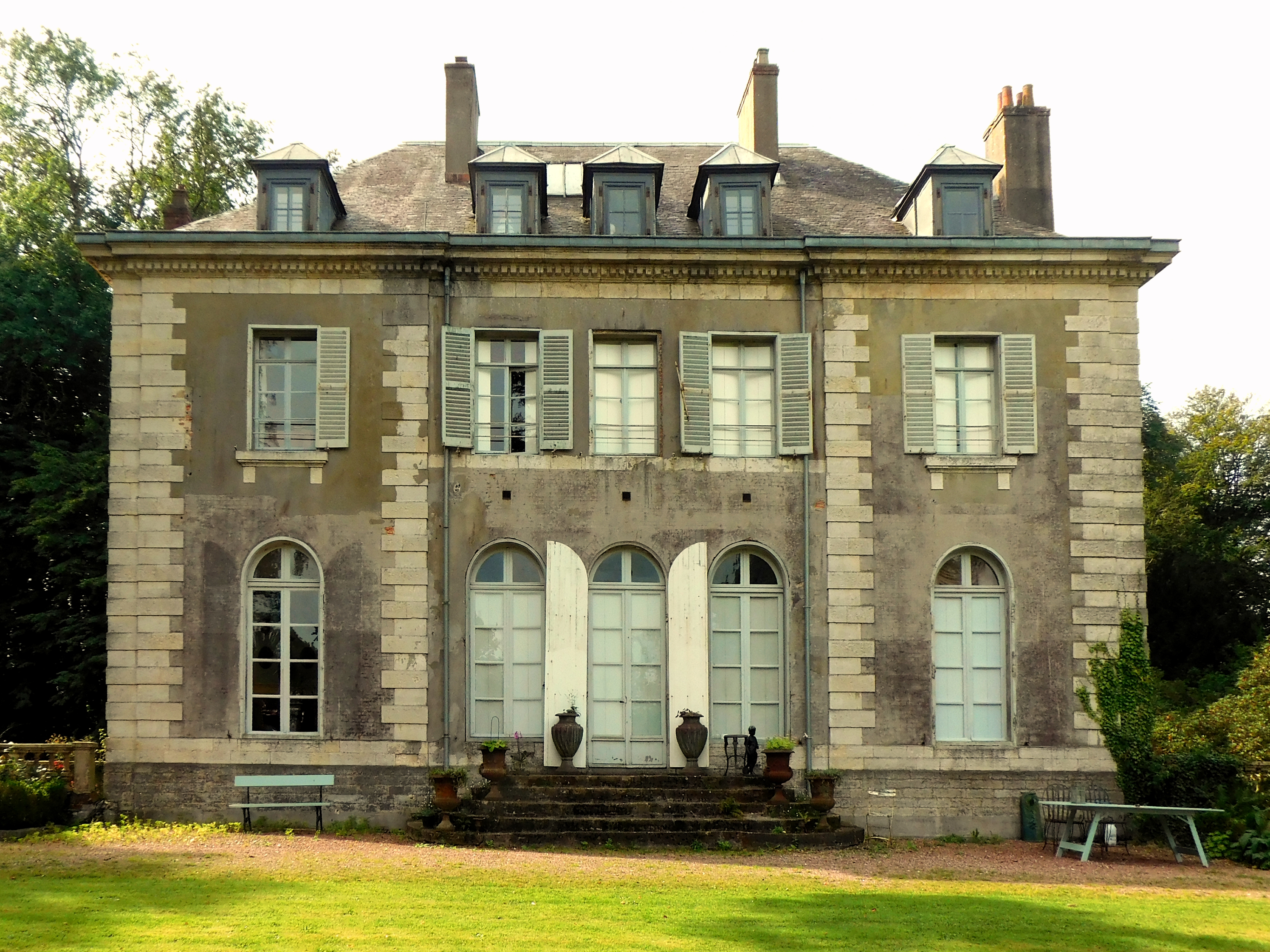
Schloss Conteval
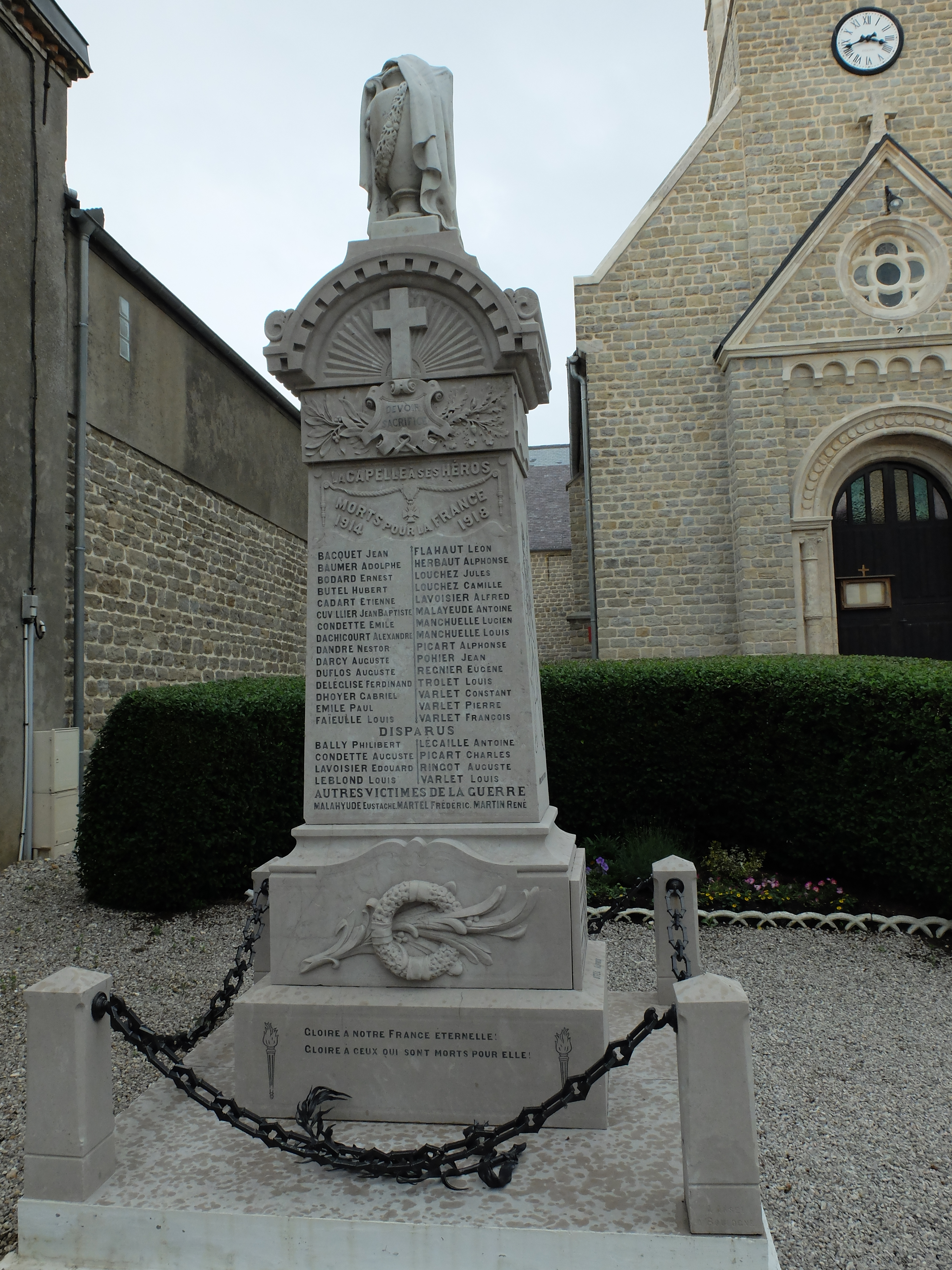
Gefallenendenkmal